# Kornai Péter
Kornai Péter (Budapest, 1954. május 27. – Ábrahámhegy, 2021. szeptember 8.) gyártásvezető, tanácsadó, rendező, médiavállalkozó, producer, műgyűjtő-mecénás.

## Élete
Apja, Kornai Tamás a magyar reklámszakma meghatározó személyisége volt. Kornai Péter 1984-ben végzett a Színház- és Filmművészeti Főiskola (Egyetem) produceri, gyártási szakán. Makk Károly, Huszárik Zoltán, Tarr Béla, Jeles András, Bódy Gábor, Sándor Pál, Sára Sándor, Bereményi Géza munkatársa volt.
1982-től 1990-ig a Hunnia Filmstúdió főgyártásvezetője volt. Irányítása alatt mintegy 60 játékfilm készült. 1984-től 2 éven keresztül a Balázs Béla Stúdió vezetőségi tagja volt. 1988-ban „Da Capo” címmel Gödrös Frigyes írása alapján játékfilmet rendezett, melyet a Variety International Film Guide külön méltatott.
1990-ben a rendszerváltáskor üzleti vállalkozásokba fogott. 1990-ben Kontúr Klinika néven megalapította az első magyar esztétikai sebészetet. 1995-től több médiavállalkozásnak volt társtulajdonosa.
Művészeti érdeklődése a film mellett a képzőművészetre terelődött. 2000-ben felfedezte Németh Miklós kolorista festőművészt. Három kötetben katalogizálta és kiadta műveit és az Ernst Múzeumban  néven kiállítást rendezett 2000 decemberében Németh Miklós jelentősebb műveiből. 2001-ben megalapította Kornhauser és Társa néven saját televíziós médiavásárló cégét, mely szponzorációs területen az egyik legjelentősebb Magyarországon.
2004-ben projektbeindító mecénása volt a Cipők a Duna-parton című Can Togay Balázs Béla-díjas filmrendező és Pauer Gyula Kossuth-díjas szobrászművész által készített világhírű emlékműnek.

## Filmográfia

### Gyártásvezetőként
- Földi paradicsom, 1983, rendező: Schiffer Pál[9]
- Angyali üdvözlet, gyártási év: 1983, bemutatás: 1984, rendező: Jeles András[3]
- Álombrigád, gyártási év: 1983, bemutatás: 1989, rendező: Jeles András[3]
- Csak egy mozi, 1985, rendező:Sándor Pál,[4]
- Szélvihar, 1985, rendező: Jeles András[10]
- W, 1985, rendező: Sas Tamás[11]
- Kárhozat, 1986, rendező: Tarr Béla[2]

### Rendezőként
- Da Capo